# Au5
Austin Collins, más conocido como Au5 (pronunciado "A-U-five" en inglés), es un músico electrónico estadounidense de New Jersey. El alias Au5 viene de sus primeras tres letras de su nombre.

## Infancia y adolescencia
Austin nació en New Jersey. Desde la edad de cuatro años, Austin ha sido involucrado con música, y había estado expuestos a géneros múltiples. Recibió entrenamiento semanal en piano clásico hasta los 12 años. Comenzó a usar Easy Beat, un sencillo secuenciador MIDI de múltiples pistas, cuando tenía 8 años. Cuando tenía 11 años, aprendió el programa GarageBand. A la edad de 12 años, comenzó a tomar la producción más en serio. Habiendo estado en numerosas bandas y aprendiendo a mezclar, Austin decidió comenzar un proyecto en solitario como Au5.

## Carrera

### 2009-2011: Éxito temprano
El primer álbum de Austin «Minimality» fue lanzado el 28 de septiembre de 2010. Su segundo álbum, Anchus Definy, fue lanzado el 30 de junio de 2011. Su EP Iconoclast fue publicado después por Atom recordings el 14 de mayo de 2012.
En 2012 se unió a I.Y.F.F.E. y ganó un concurso de remix de Seven Lions con su remix de «Days To Come». El remix fue lanzado en OWSLA, un label de Skrillex.
Au5 también colaboró con BT para hacer Partysaurus Overflow para Walt Disney Records/Pixar, y apareció con Matt Hales en el sencillo de BT «Surrounded». Con Bada y Fractal, Au5 contribuyó a la pista "City Life" de «A Song Across Wires», lanzado el 16 de agosto de 2013, a través de Armada Music

### 2013-2015: Monstercat
El 11 de febrero de 2013, Austin lanzado su primera pista, «Sweet» a través de la discográfia Monstercat. Es una colaboración con Auratic y I.Y.F.F.E. Él luego lanzó «Halcyon», una pista drumstep con Fractal, quien se convertiría su colaborador frecuente. El primer EP de Austin en Monstercat fue «Blossom», que contenía dos pistas: «Blossom» y «Moonland». A finales de 2013, Austin lanzó el EP «Secret Weapon» con Fractal. Tres pistas del EP fueron lanzado como singles y subido al canal de Monstercat en Youtube. 
«Follow You», una canción house progresiva con voces de Danyka Nadeau, se lanzó a través de Monstercat en marzo de 2014, y un EP de remix se lanzó en julio del mismo año, con remixes de Rootkit, Virtual Riot, Fractal, y un VIP. Austin lanzó más tarde «Snowblind», con voces de Tasha Baxter, una canción de dubstep con elementos melódicos y de trance. Desde entonces se ha convertido en la canción más popular de Au5, llegando al número 1 en Beatport y acumulando más de 8 millones de visitas en YouTube. Otra canción que logró el éxito comercial fue la canción de trance «Crossroad», lanzado en diciembre de 2014, también acumulando más de 8 millones de vistas. 
En 2015, Austin lanzó pistas de creciente variedad. «Dream Of Love», una colaboración de glitch hop con Heavy J, se lanzó en Simplify Recordings en mayo. Más tarde, Au5 lanzó 3 singles bajo Monstercat: «Inside», una pista electro house con voces de Danyka Nadeau; «Atlantis», una canción de dubstep; y «Guardians», una canción de house progresiva con Fiora. Más tarde lanzó un EP de 2 pistas con Fractal titulado «Ison / Pavonine» a través de Monstercat, que sería su último lanzamiento por un tiempo. Austin declaró que él y Monstercat comenzaron a desviarse en términos de su música, pero que estaban en buenos términos.
Se anunció el 10 de febrero de 2015 que Austin se uniría a Infected Mushroom en su gira por Estados Unidos en 2015.

### 2016-2017: «Freefall» y otros proyectos
Austin lanzó un EP titulado «Freefall» bajo Gravitas Recordings en 2016. Comenzó a lanzar con NoCopyrightSounds a finales de 2017, con «Lush», una colaboración con Last Heroes. Siguió este lanzamiento con «Closer». Austin lanzó su primer paquete de muestra «Elements», y luego de esto con «Freefall» basado en canciones de su EP. «Goo Lagoon» fue lanzado en Gravitas Recordings como parte de su compilación «Mirrors» en noviembre de 2017.

### 2018 - 2022: Regreso a Monstercat yDivinorum
En marzo de 2018, Au5 y el productor australiano Mr. Bill lanzaron el EP de 10 pistas The Recency Effect en Upscale Recordings, incluyendo 5 temas originales y 5 remixes. En abril de 2018, Au5 lanzó su segunda pista en NoCopyrightSounds "Closer" con Danyka Nadeau. En agosto de 2018, Au5 volvió a Monstercat con el sencillo "The Journey" junto con el músico australiano Trove. El mismo mes lanzó el sencillo dubstep "Cataclysm" con Crystal Skies. Au5 también participó en un tour con Seven Lions llamado "Journey II" a finales del 2018. En Octubre, Au5 lanzó un remix de "Eon" por el músico de rock electrónico Celldweller para un álbum compilación de remixes titulado Remixed Upon A Blackstar, lanzado en FiXT Music. En Noviembre colaboró con el músico americano Nytrix en una pista dubstep titulada "Only In A Dream" en Monstercat.
Au5 continuó lanzando música en 2019 tanto en Monstercat como lanzamientos propios. Entre estos se incluían Energize EP en Febrero, una pista electro house titulada "Eden" con Danyka Nadeau en Marzo, el lanzamiento propio del LP de 10 pistas Divinorum en Mayo y la pista de dubstep "Way Down" con AMIDY y Karra en Julio. En Marzo, La pista de electro house de 2013 de Au5 con Fractal "Smoke", del EP Secret Weapon, apareció en el juego de realidad virtual Audica de Harmonix. En julio, Au5 apareció en el programa del músico y YouTuber canadiense Andrew Huang's "Four Producers Flip the Same Sample", En el que los productores tuvieron la tarea de hacer una pista a partir de una muestra de audio del crujido de una puerta.. Su producción fue un tema house titulado "Door House". En octubre, Au5 actuó en el nuevo Festival Wakaan de Liquid Stranger en Ozark, Arkansas.
En febrero de 2020, Au5 colaboró con Nytrix por segunda vez para lanzar la canción dubstep "Always In A Nightmare".. En marzo, Au5 colaboró con Seven Lions y Crystal Skies sobre la canción dubstep de Seven Lions "Remember", lanzada en el sello Ophelia Records de Seven Lions. Más tarde lanzó su cuarto LP, Alchemy, que presentaba un estilo de música downtempo. En enero de 2021, Au5 lanzó "The Way To Infinity" bajo Heaven Sent, un sello fundado por el dúo estadounidense Slander. En febrero, Au5 colaboraría más tarde con Slander para lanzar el sencillo "Anywhere" bajo el sello Heaven Sent. Au5 continuó lanzando música bajo el sello Ophelia con su sencillo debut en el sello, "The Paper Owl", con Arehlai.

### 2023:Bridges Between
En julio de 2023, Au5 anunció el próximo lanzamiento de su quinto álbum, Bridges Between, en Ophelia Records. Se lanzó el 13 de octubre de 2023 y alcanzó más de 1 millón de reproducciones un mes después.

## Estilo Musical
Austin ha sido conocido por emplear influencias de trance en sus pistas de dubstep y en otros lugares. Sus pistas se caracterizan generalmente por unas líneas de bajo fuertes y pads atmosféricos. Au5 ha producido dubstep, drumstep, drum y bass, electro house, house progresivo, trance, música ambiental y orquestal. Ha colaborado con Fractal y I.Y.F.F.E varias veces. 
Au5 lista a Fractal, Xilent, BT, Mr. Bill e Isqa como inspiraciones musicales.

## Vida personal
Au5 vivió en Denver, Colorado. para posteriormente mudarse a California de 2015 a 2016.

## Discografía

### Álbumes
| Título          | Detalles                           |
| --------------- | ---------------------------------- |
| Minimality      | - Lanzado 28 de septiembre de 2010 |
| Anchus Definy   | - Lanzado 30 de junio de 2011      |
| Divinorum       | - Lanzado 24 de mayo de 2019       |
| Alchemy         | - Lanzado 27 de agosto de 2020     |
| Bridges Between | - Lanzado 13 de octubre de 2023    |

### EPs
| Año  | Título                                         |
| ---- | ---------------------------------------------- |
| 2012 | Iconoclast                                     |
| 2013 | Singularity                                    |
| 2013 | Subvert (con Fractal)                          |
| 2013 | House Party                                    |
| 2013 | Blossom                                        |
| 2013 | Metronic                                       |
| 2013 | Secret Weapon (con Fractal)                    |
| 2014 | Follow You (The Remixes) (feat. Danyka Nadeau) |
| 2015 | Snowblind (The Remixes) (feat. Tasha Baxter)   |
| 2015 | Ison / Pavonine (con Fractal)                  |
| 2015 | Dream of Love (The Remixes) (con Heavy J)      |
| 2016 | Any Longer / Hit Rewind (feat. Q'AILA)         |
| 2016 | Freefall (feat. Cristina Soto)                 |
| 2018 | The Recency Effect (con Mr. Bill)              |
| 2019 | Energize                                       |
| 2019 | Dusk (feat. Nori)                              |
| 2020 | Invasion (con Prismatic)                       |
| 2025 | Earthwave (con Psyuri)                         |

### Sencillos
| Año  | Título                                                             |
| ---- | ------------------------------------------------------------------ |
| 2012 | "The Essence"                                                      |
| 2012 | "Ennui"                                                            |
| 2012 | "Iteration"                                                        |
| 2012 | "The Seahorse VIP"                                                 |
| 2012 | "Partysaurus Overflow" (con BT)                                    |
| 2012 | "Hypersphere VIP"                                                  |
| 2013 | "Lucky" (con Auratic y I.Y.F.F.E)                                  |
| 2013 | "Sweet" (con Auratic y I.Y.F.F.E)                                  |
| 2013 | "Crystal Mathematics" (feat. Shaz Sparks)                          |
| 2013 | "Flower of Life/First Blood" (con I.Y.F.F.E y Helicopter Showdown) |
| 2013 | "Halcyon" (con Fractal)                                            |
| 2013 | "French Cigarette" (con I.Y.F.F.E)                                 |
| 2013 | "Vapor"                                                            |
| 2013 | "Secret Weapon" (con Fractal)                                      |
| 2013 | "Blue" (con Fractal)                                               |
| 2013 | "Dreaming" (con Fractal)                                           |
| 2013 | "Tendril" (con Collin McLoughlin)                                  |
| 2014 | "Myst"                                                             |
| 2014 | "Follow You" (feat. Danyka Nadeau)                                 |
| 2014 | "Reiteration"                                                      |
| 2014 | "Etheros"                                                          |
| 2014 | "Snowblind" (feat. Tasha Baxter)                                   |
| 2014 | "Spawn" (con Fractal y Bird of Prey)                               |
| 2014 | "Crossroad" (feat. Danyka Nadeau)                                  |
| 2015 | "Neptuna"                                                          |
| 2015 | "Serenata" (feat. Keeley)                                          |
| 2015 | "Dream of Love" (con Heavy J, feat. Kenny Raye)                    |
| 2015 | "Inside" (feat. Danyka Nadeau)                                     |
| 2015 | "Bigger Than Me" (con Tasha Baxter)                                |
| 2015 | "Atlantis"                                                         |
| 2015 | "Guardians" (feat. Fiora)                                          |
| 2015 | "The Cliff"                                                        |
| 2016 | "Virgo"                                                            |
| 2016 | "Shlappy" (con Mr. Bill)                                           |
| 2016 | "Return To Moonland"                                               |
| 2016 | "Watership"                                                        |
| 2017 | "Blossom VIP"                                                      |
| 2017 | "Arise"                                                            |
| 2017 | "I Miss You" (feat. Kenny Raye)                                    |
| 2017 | "Sea Rose" (con River Accorsi)                                     |
| 2017 | "Yeah Boi" (con River Accorsi)                                     |
| 2017 | "Impulse" (con Culprate)                                           |
| 2017 | "Cosmoscope"                                                       |
| 2017 | "Goo Lagoon"                                                       |
| 2017 | "Lush" (con Last Heroes, feat. Holly Drummond)                     |
| 2018 | "The Zero Point" (feat. Holly Drummond)                            |
| 2018 | "Closer" (feat. Danyka Nadeau)                                     |
| 2018 | "Cataclysm" (con Crystal Skies)                                    |
| 2018 | "The Journey" (feat. Trove)                                        |
| 2018 | "Only In A Dream" (con Nytrix)                                     |
| 2019 | "Way Down" (con AMIDY, feat. Karra)                                |
| 2019 | "Eden" (feat. Danyka Nadeau)                                       |
| 2019 | "Door House"                                                       |
| 2019 | "Funk Ain't Even" (feat. Nasty Purple)                             |
| 2020 | "Seraphim"                                                         |
| 2020 | "Always in a Nightmare" (feat. Nytrix)                             |
| 2020 | "Remember" (con Seven Lions y Crystal Skies)                       |
| 2020 | "Inflex"                                                           |
| 2020 | "Goodbye" (feat. NOHC)                                             |
| 2020 | "Interstellar" (feat. Danyka Nadeau)                               |
| 2020 | "Answers"                                                          |
| 2020 | "Melt" (con Jeto feat. Cristina Soto)                              |
| 2020 | "Voidwalkers" (con Chime)                                          |
| 2020 | "Alien Weapon"                                                     |
| 2020 | "Happy Where We Are" (con Tritonal feat. Dylan Matthew)            |
| 2020 | "The Encryption"                                                   |
| 2021 | "The Way To Infinity"                                              |
| 2021 | "Anywhere" (con Slander feat. Shybeast y Plya)                     |
| 2021 | "Was It You" (feat. Haliene)                                       |
| 2021 | "Make You Cry" (con RUNN)                                          |
| 2021 | "The Paper Owl" (feat. Arehlai)                                    |
| 2021 | "Awaken" (feat. NOHC)                                              |
| 2022 | "Cryptochrome"                                                     |
| 2022 | "A Million Miles" (feat. Diandra Faye)                             |
| 2022 | "Another Way" (con EMME)                                           |
| 2023 | "The Other Side" (con Chime)                                       |
| 2023 | "Quantum Level" (con Prismatic)                                    |
| 2023 | "Save Our Souls" (con Lomaximus)                                   |
| 2023 | "Bridges" (con Caitlin Linney)                                     |
| 2023 | "Before You Leave" (con Cyazon & Tyler Graves)                     |
| 2023 | "Waiting" (con Crystal Skies)                                      |
| 2023 | "Paradise" (con Derpcat & HA!L)                                    |
| 2023 | "Catharsis" (con Skybreak & Olivver The Kid)                       |
| 2024 | "Turmoil" (con Blanke)                                             |
| 2024 | "Empty Space" (con Evoke feat. Laura Brehm)                        |
| 2024 | "Edge Of Your Heart" (con Trufeelz)                                |
| 2025 | "Paradigm" (con Psyuri)                                            |
| 2025 | "Heat" (con Psyuri)                                                |

### Remixes
| Año  | Título                                                                      |
| ---- | --------------------------------------------------------------------------- |
| 2011 | Erasure - "I Lose Myself"                                                   |
| 2012 | Lightspeed Rescue - "Keep Your Body Moving"                                 |
| 2012 | LMFAO - "Party Rock Anthem"                                                 |
| 2012 | BT, Nadia Ali y Arty - "Must Be the Love"                                   |
| 2012 | Adventure Club - "Wait" (con I.Y.F.F.E)                                     |
| 2013 | Singularity - "Breathe" (con Auratic y I.Y.F.F.E)                           |
| 2013 | Seven Lions feat. Fiora - "Days to Come" (con I.Y.F.F.E.)                   |
| 2013 | Dino Safari - "Ghost Named Charlie"                                         |
| 2013 | ShockOne feat. Metrik y Kyza - "Lazerbeam"                                  |
| 2013 | Singularity - "Alone" (con Fractal)                                         |
| 2013 | Digital Eyes - "Samuel L. Jackson"                                          |
| 2013 | Faruk Sabanci feat. Jaren - "Discover"                                      |
| 2013 | BT feat. Matt Hales - "Surrounded"                                          |
| 2013 | Prismatic - "Minty" (con Fractal)                                           |
| 2013 | Scatman John - "Scatman" (con Savant, Fractal, y Prismatic)                 |
| 2013 | Blatwax - "Illuminate"                                                      |
| 2014 | Yanntek - "Moving On"                                                       |
| 2014 | Fractal - "Urchin"                                                          |
| 2014 | Manufactured Superstars feat. Jarvis Church - "Stay"                        |
| 2014 | Virtual Riot - "We're Not Alone"                                            |
| 2014 | Akira Complex - "Odyssey"                                                   |
| 2014 | Revolvr y Genesis feat. Splitbreed - "Unstoppable"                          |
| 2014 | Juventa feat. Kelly Sweet - "Superhuman"                                    |
| 2014 | Xilent feat. Sue Gerger - "The Place"                                       |
| 2015 | Illenium y Said The Sky feat. Cristina Soto - "Painted White" (con Fractal) |
| 2015 | Infected Mushroom feat. Sasha Grey - "Fields of Grey"                       |
| 2017 | Psy-Fi - "Ecotone"                                                          |
| 2018 | APEK feat. Stassi - "Supernatural"                                          |
| 2018 | Seven Lions y Jason Ross - "Ocean"                                          |
| 2018 | Illenium y Kerli - "Sound Of Walking Away" (con Fractal)                    |
| 2019 | Seven Lions, Wooli, y Trivecta - "Island" (feat. Nevve)                     |
| 2020 | Slander y Said The Sky - "Potions" (feat. JT Roach)                         |
| 2020 | Man Cub, Apek, y Haliene - "Breathe In The Moment"                          |
| 2020 | Stonebank feat. Emel - "Be Alright"                                         |
| 2021 | Tritonal y Cristina Soto - "Piercing Quiet"                                 |
| 2021 | Gryffin - "Piece of Me" (feat. LOVA)                                        |
| 2024 | Kosmonic - "Journey"                                                        |

### Otras canciones
| Año  | Título                    | Lanzado en |
| ---- | ------------------------- | ---------- |
| 2012 | "Techland"                | Soundcloud |
| 2012 | "Deep In The Mist"        | Soundcloud |
| 2017 | "Elemental [Sample Pack]" | Soundcloud |